# Shimantan-Stausee
Der Shimantan-Stausee (chinesisch 石漫灘水庫 / 石漫滩水库, Pinyin Shímàntān shuǐkù) ist ein künstlicher See in der Volksrepublik China im Süden von Wugang, Pingdingshan in der Provinz Henan.

## Geschichte
Der Stausee mit seinem Staudamm (石漫灘水庫大壩 / 石漫滩水库大坝,  Shímàntān shuǐkù dàbà) wurde in den 1950er Jahren beim Großen Sprung nach vorn als Teil eines Systems von Stauseen und Dämmen errichtet. So sollte die wichtigste Kornkammer Zentralchinas geschützt werden. 1975 brachen durch den Taifun Nina 62 Staudämme und etwa 230.000 Menschen starben. Mit dem Shimantan-Staudamm brach am 8. August 1975 um etwa 0:30 Uhr der erste Damm. Der Damm stellte den zweitgrößten der Region dar und etwa eine halbe Stunde später brach stromabwärts der noch größere Banqiao-Staudamm.
Nach Überschwemmungen im Jahre 1991 wurde eine Wiedererrichtung des Stausees beschlossen und die Arbeiten hierzu begannen 1993. Sie wurden Anfang 1998 abgeschlossen.